# Депрерадович, Николай Иванович
Никола́й Ива́нович Депрера́дович (23 октября 1767, Новороссия, Бахмутский уезд, Бахмутская провинция, Воронежская губерния, Российская империя — 16 декабря 1843, Санкт-Петербург, Российская империя) — российский генерал от кавалерии, генерал-адъютант из сербского дворянского рода Прерадовичей.

## Биография
Дед Николая Ивановича — Райко (Родион) Депрерадович (де Прерадович), серб, выходец из Венгрии, подполковник австрийской службы, приехал в Россию в 1752 году, был пожалован в генерал-майоры.  Отец — Иван Родионович Депрерадович на русской службе находился также с 1752 года, в генерал-майоры был произведён в марте 1791 года.
В десятилетнем возрасте Николай Депрерадович поступил кадетом в Волохский гусарский полк. Через год переведён корнетом в Украинский гусарский полк. Участвовал в последних войнах императрицы Екатерины II с турками и поляками. При Павле I был переведён за отличие полковником в лейб-гвардии Гусарский полк.
Входил в заговор против Павла I.
16 мая 1803 года был произведён в генерал-майоры и назначен командиром Кавалергардского полка. В этой должности он прошёл все войны с Наполеоном. 26 ноября 1804 года был награждён орденом св. Георгия 4-го класса (№ 1560 по списку Григоровича — Степанова).
Командуя Кавалергардским полком, произвёл во главе его блистательную атаку под Аустерлицем, дав возможность гвардии отступить. Полк потерял во время атаки 15 офицеров и 200 рядовых. 24 февраля 1806 награждён орденом св. Георгия 3-го кл. № 135
В воздаяние отличного мужества и храбрости, оказанных в сражении 20-го ноября при Аустерлице против французских войск.
 Депрерадович участвовал во всех основных сражениях кампании 1806-1807 годов.
В 1810 году назначен командиром 1-й кирасирской дивизии, входившей в начале Отечественной войны 1812 года в 5-й резервный (гвардейский) корпус цесаревича Константина Павловича в составе 1-й Западной армии. В этом качестве Депрерадович участвовал в Отечественной войне 1812 года и заграничных походах. 30 августа 1813 года произведён в чин генерал-лейтенанта.
В Бородинском сражении 1-я Кирасирская дивизия (20 эскадронов и одна конно-артиллерийская рота – 24 орудия), которой командовал Николай Иванович Депрерадович, мужественно защищала центр русской позиции севернее Семеновских флешей. Она отличилась во многих контратаках: русские конные латники раз за разом бесстрашно сходились в рукопашных схватках с тяжёлой кавалерией Бонапарта.
Также особенно отличился Депрерадович в сражениях при Кульме и Фер-Шампенуазе. При Фер-Шампенуазе своими действиями решил исход сражения.
С 1821 по 1839 годы командовал 1-м резервным кавалерийским (потом — гвардейским) корпусом. 22 июля 1819 года пожалован в генерал-адъютанты и 26 августа 1826 года произведён в чин генерала от кавалерии. В конце жизни практически оглох.

## Семья
Старший брат — Леонтий Иванович Депрерадович (1766—1844).
Жена — Наталья Павловна Алединская (1778—1862), дочь коллежского советника.
Дети:
- Николай (1802—1884)
- Екатерина (1804—1831), фрейлина Российского императорского двора[5]. Муж — А. А. Бехтеев
- Михаил (1807—1873), участник Крымской войны. Уволен от службы в чине генерал-майора. Жена — Анна Тимофеевна Фан-дер-Флит, дочь Тимофея Ефремовича Фан-дер-Флита.
  - Их дети: Николай Михайлович (1831—1907), Федор Михайлович (1839—1884), Иван Михайлович (1841—1872), Татьяна Михайловна (1844—1907; ее муж — Михаил Федорович Миркович), Михаил Михайлович (1846—1880), Ольга Михайловна (в замуж. — Покровская).
- Анна (1817—1864, Берлин), фрейлина Российского императорского двора. Муж — Павел Иванович Дегай.
  - Их дети: Павел Павлович Дегай (1835—1890), Наталья Павловна Дегай (в замуж. — графиня Подгоричани-Петрович), Софья Павловна Дегай (в замуж. — Каханова), Екатерина Павловна Дегай, Николай Павлович Дегай, Ольга Павловна Дегай (во втором браке — фон Фитингоф-Шель), Анна Павловна Дегай (ее муж — Николай Александрович Новосельский).

## Награды
- Русские награды: ордена Св. Александра Невского с алмазами, Св. Георгия 3-го (№ 135, 24 февраля 1806) и 4-го (№ 1560; 26 ноября 1804) классов, Св. Владимира 1-й степени, Св. Анны 1-й степени, был почетным командором ордена Св. Иоанна Иерусалимского и имел Знак отличия беспорочной службы XLV лет.
- Награждён (13 марта 1814 года) золотой шпагой «За храбрость» с алмазами[6].
- Портрет Николая Ивановича Депрерадовича размещён в «Военной галерее» Зимнего дворца.
- Имел иностранные ордена: австрийский Военный орден Марии Терезии 3-й степени, прусский орден Красного Орла 1-й степени и Кульмский крест (обиходное название знака отличия прусского Военного ордена Железного креста) баварский Военный орден Максимилиана Иосифа[7].